# Municipio de St. Charles (Míchigan)
El municipio de St. Charles (en inglés: St. Charles Township) es un municipio ubicado en el condado de Saginaw en el estado estadounidense de Míchigan. En el año 2010 tenía una población de 3330 habitantes y una densidad poblacional de 34,57 personas por km².

## Geografía
El municipio de St. Charles se encuentra ubicado en las coordenadas 43°15′49″N 84°6′53″O / 43.26361, -84.11472. Según la Oficina del Censo de los Estados Unidos, el municipio tiene una superficie total de 96.34 km², de la cual 94,51 km² corresponden a tierra firme y (1,9 %) 1,83 km² es agua.

## Demografía
Según el censo de 2010, había 3330 personas residiendo en el municipio de St. Charles. La densidad de población era de 34,57 hab./km². De los 3330 habitantes, el municipio de St. Charles estaba compuesto por el 96,73 % blancos, el 0,78 % eran afroamericanos, el 0,42 % eran amerindios, el 0,18 % eran asiáticos, el 0,48 % eran de otras razas y el 1,41 % eran de una mezcla de razas. Del total de la población el 4,74 % eran hispanos o latinos de cualquier raza.